# Canestrato di Moliterno
Il canestrato di Moliterno è un formaggio prodotto a Moliterno, in provincia di Potenza. Il nome deriva dal vocabolo latino mulcternum, cioè “luogo dove si munge e si fa coagulare il latte”.
Questo formaggio si avvale della indicazione I.G.P. (Reg. UE n. 441 del 21.05.10). Si utilizza latte di pecore e capre allevate in pascoli bradi. Quando ancora era in voga la pratica della transumanza vi erano due tipi di formaggio: durante l'estate le greggi pascolavano sui pascoli vicini al mare e il formaggio era più grasso; durante l'inverno i pascoli erano quelli montani e il latte era meno grasso ma più aromatico.